# Yves Van Massenhove
Yves Van Massenhove (* 26. Februar 1909 in Sint-Joost-ten-Node; † 15. Mai 1990 in Châtenay-Malabry) war ein belgischer Radrennfahrer und nationaler Meister im Radsport.

## Sportliche Laufbahn
Er war Teilnehmer der Olympischen Sommerspiele 1928 in Amsterdam. Dort startete er im Sprint (wobei er auf dem 5. Rang klassiert wurde) und in der Mannschaftsverfolgung. 1928 siegte er bei der belgischen Meisterschaft im Sprint der Amateure vor Georges Meuleman. 1929 konnte er den Titel verteidigen, Zweiter wurde René Degroote. Auch 1930 wurde er nationaler Meister. In jenem Jahr wurde er Zweiter im Großen Preis von Kopenhagen hinter  Louis Gérardin.